# Tiếng Maya Yucatán
Tiếng Maya Yucatán (nội danh: mayab tʼàan [majaɓˈtʼàːn], mayaʼ tʼàan [majaʔˈtʼàːn], maayaʼ tʼàan [màːjaʔ tʼàːn], nghĩa là "tiếng (nói vùng đồng) bằng") là một ngôn ngữ Maya nói trên bán đảo Yucatán và bắc Belize. Người bản ngữ không gọi nó là "tiếng Yucatán" mà gọi bằng một cụm từ nghĩa là "tiếng bằng/tiếng Maya" hay (el) maya (khi họ nói tiếng Tây Ban Nha).
Các nhà ngôn ngữ học thêm từ "Yucatán" ("Yucatec" trong tiếng Anh) chủ yếu để phân biệt nó với các ngôn ngữ Maya khác (như tiếng Kʼicheʼ hay tiếng Itzaʼ). Nên cụm từ "Maya Yucatán" chủ yếu xuất hiện trong văn liệu học thuật hay khoa học.
Ở bang Yucatán, cùng một vài phần Campeche, Tabasco, Chiapas, Quintana Roo, tiếng Maya Yucatán vẫn là bản ngữ của một bộ phận tương đối lớn người dân. Có khoảng 800.000 người nói trong vùng này. Ngoài ra, còn khoảng 6.000 người nói ở Belize.

### Khóa học ngôn ngữ
Ngoài các trường đại học và các tổ chức tư nhân ở Mexico, tiếng Maya Yucatán cũng được giảng dạy tại:
- OSEA - Trường Dân tộc học và Nhân chủng học mở
- Đại học Chicago
- Đại học Leiden, Hà Lan
- đại học Harvard[liên kết hỏng]
- Đại học Tulane Lưu trữ ngày 5 tháng 2 năm 2012 tại Wayback Machine
- Đại học Indiana (Chương trình Văn hóa & Ngôn ngữ Dân tộc thiểu số) Lưu trữ ngày 20 tháng 10 năm 2012 tại Wayback Machine
- Đại học Wisconsin-Madison
- Đại học Bắc Carolina Lưu trữ ngày 27 tháng 3 năm 2010 tại Wayback Machine
- INALCO, Paris, Pháp Lưu trữ ngày 27 tháng 4 năm 2006 tại Wayback Machine

Từ điển, ngữ pháp và văn bản trực tuyến miễn phí:
- FAMI © 2001: David Bolles
- Đại học Quintana Roo, 2009 (pdf) Lưu trữ ngày 7 tháng 9 năm 2019 tại Wayback Machine